# Can Torres (Garriguella)
Can Torres és un edifici del municipi de Garriguella (Alt Empordà) que forma part de l'Inventari del Patrimoni Arquitectònic de Catalunya. Està situat al bell mig del veïnat de Garriguella Vella o de Baix, a l'oest del nucli urbà de la població. L'edifici està delimitat pels carrers Principal i Figueres i forma cantonada amb la plaça Gerisena.

## Descripció
És un edifici de planta rectangular format per dos cossos adossats, amb una gran jardí a la part posterior. L'edifici principal està format per tres crugies perpendiculars a la façana principal, presenta la coberta a dues aigües de teula i està distribuït en planta baixa i dos pisos (planta baixa, pis i golfes). La façana principal té una porta d'entrada bastida amb un gran arc de mig punt adovellat, amb els brancals de carreus ben escairats. Al primer pis trobem tres parelles de finestres gòtiques, formades per dos arquets trilobulats, amb les impostes decorades amb rosetes, i l'emmarcament format per carreus de pedra ben escairats. Les obertures del segon pis són petites i rectangulars. La façana lateral presenta tres contraforts atalussats de poca alçada i dues obertures a diferent nivell.
A l'interior de la casa, a la planta baixa, hi ha estances cobertes amb voltes de pedra i morter. A la part posterior de la casa hi ha un cos adossat, amb la planta en forma de L, el qual presenta una gran arcada de pedra que dona accés al jardí i, al primer pis, una gran terrassa descoberta. La façana est del mur que delimita el jardí presenta certs elements destacables. La porta d'accés és d'arc rebaixat bastit amb maons i damunt seu hi ha una filada de cinc petites espitlleres de pedra. Al costat, un torricó bastit amb maons, amb la coberta plana de maó pla i una petita finestra quadrada. Un altre element destacable són dues portes tapiades, una de mig punt i l'altra rebaixada, bastides amb maons i carreus de pedra. Pràcticament a l'extrem sud-est de la tanca hi ha les restes d'una torre atalussada de planta circular, que conserva part del seu parament extern a l'interior del jardí, mentre que la part interior de la torre queda davant del carrer Tapis.
La construcció, bastida amb pedra de diverses mides i material constructiu, es troba arrebossada, força degradada en algunes parts.

## Història
La proximitat del litoral explica l'existència dels elements defensius: torre atalussada circular, espitlleres i un torricó defensiu. Can Torres és una masia com tantes altres de les comarques marítimes que fou fortificada per prevenir el perill de la Pirateria marítima, que durant els segles xvi i xvii va augmentar consideradament. Aquest seria un fenomen que explicaria la presència de la majoria de les masies fortificades pròximes.
Tot i això, en el cas que ens ocupa, la datació establerta per les finestres de la façana principal de l'edifici és anterior a les dades mencionades.